# 青年民族派
青年民族派（せいねんみんぞくは）とは、1960年代後半に登場した「右からの革命」を主張し反核防条約闘争に結集した学生を中心とする民族派右翼のこと。
民族派は、それまでの右翼が「反共主義」を第一義とし、「国家」・「民族」への視点をともすれば見失いがちになり、冷戦下のポツダム政治体制を補完、肯定していたことを総括し、「ヤルタ・ポツダム体制打倒」を掲げ、民族革命の路線を提示した。また、新左翼に対しては反共的敵対ではなく、党派闘争的競合の方向をとっている。その意味では、新左翼に対する新右翼は、青年民族派というべきかもしれない。一部は民族派全共闘として早大全共闘に関係していたともいわれる。
右翼系の組織としては、はじめて「青年日本の歌（昭和維新の歌）」を運動歌（新左翼の「インターナショナル」のようなもの）として採用し、日章旗と黒旗を掲げた黒ヘル部隊数百名による大衆デモンストレーションも行った。
日本学生会議（ジャスコ）、日本学生同盟（日学同）統一派、全国学生自治体連絡協議会（全国学協）の三派が主流。